# Ministério da Justiça e dos Direitos Humanos
| Ministério da Justiça e dos Direitos Humanos                                               |                                  |
| Casarão da Justiça, Rua 17 de Setembro, Ingombota, Luanda, LU www.servicos.minjusdh.gov.ao |                                  |
| Criação                                                                                    | 12 de novembro de 1975 (49 anos) |
| Atual ministro                                                                             | Marcy Cláudio Lopes              |

O Ministério da Justiça e dos Direitos Humanos (MINJUSDH) é um órgão do Governo da República de Angola que, em sua estrutura administrativa, zela pela aplicação das leis e pela preservação da ordem pública e da incolumidade das pessoas e do patrimônio, incluíndo a implementação, promoção e garantia dos direitos humanos e de cidadania das pessoas. Sua autoridade superior é o Ministro da Justiça e dos Direitos Humanos.

## Histórico
As raízes do ministério estão no Acordo do Alvor, que estabeleceu o Conselho Presidencial do Governo de Transição. Foi criada a pasta do Ministério da Justiça em 15 de janeiro de 1975, liderada pelo ministro Diógenes Boavida. Em agosto do mesmo ano as funções foram suspensas.
O ministério foi formalmente recriado em novembro de 1975 como Ministério da Justiça, sendo reformulado e mudando para o atual nome em 15 de outubro de 2012. O atual Ministro da Justiça e dos Direitos Humanos é Marcy Cláudio Lopes.

### Lista de ministros
| Ministro                               | Início | Fim      |
| -------------------------------------- | ------ | -------- |
| Diógenes Boavida                       | 1975   | 1986     |
| Fernando José de França Dias Van-Dúnem | 1986   | 1990     |
| Lázaro Manuel Dias                     | 1990   | 1992     |
| Paulo Tchipilica                       | 1992   | 2004     |
| Manuel Miguel da Costa Aragão          | 2004   | 2008     |
| Guilhermina Prata                      | 2008   | 2012     |
| Rui Jorge Carneiro Mangueira           | 2012   | 2017     |
| Francisco Manuel Monteiro de Queiroz   | 2017   | 2022     |
| Marcy Cláudio Lopes                    | 2022   | presente |